# Bergvik (Ekerö)
Bergvik is een plaats in de gemeente Ekerö in het landschap Uppland en de provincie Stockholms län in Zweden. De plaats heeft 92 inwoners (2005) en een oppervlakte van 10 hectare. De plaats ligt op een in het Mälarmeer gelegen eiland en wordt omringd door zowel landbouwgrond als bos.